# Saint-Hilaire-les-Andrésis
Pour les articles homonymes, voir Saint-Hilaire.
Saint-Hilaire-les-Andrésis est une commune française du Gâtinais, située dans le département du Loiret en région Centre-Val de Loire.

## Géographie

### Localisation et communes limitrophes

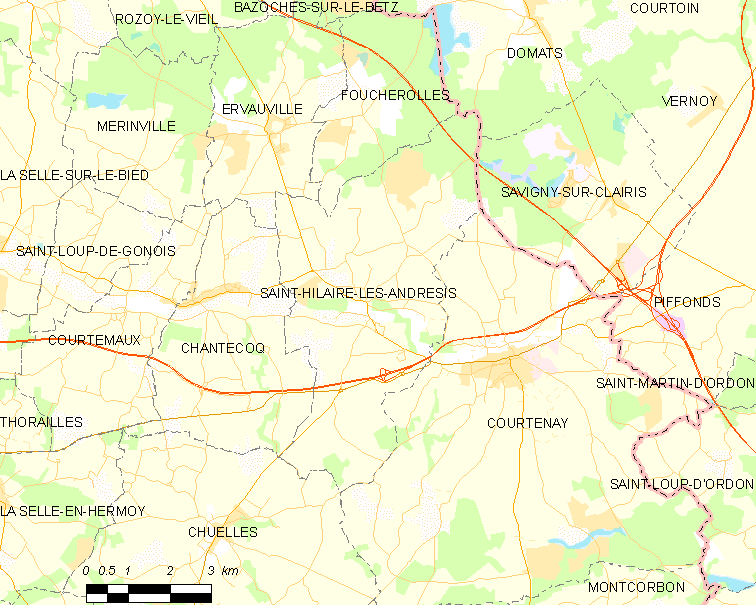
Carte de la commune de Saint-Hilaire-les-Andrésis et des communes limitrophes.

La commune de Saint-Hilaire-les-Andrésis se trouve dans le quadrant nord-est du département du Loiret, dans la région agricole du Gâtinais pauvre. À vol d'oiseau, elle se situe à 84,0 km  d'Orléans, préfecture du département, à 20,7 km de Montargis, sous-préfecture, et à 3,7 km de Courtenay, ancien chef-lieu du canton dont dépendait la commune avant mars 2015. La commune fait partie du bassin de vie de Courtenay.
Les communes les plus proches sont : Courtenay (3,7 km), Chantecoq (4,1 km), Foucherolles (4,5 km), Ervauville (4,7 km), Courtemaux (5,7 km), Savigny-sur-Clairis (6,4 km, dans l'Yonne), Mérinville (6,4 km), Chuelles (6,5 km), Saint-Loup-de-Gonois (6,9 km) et Domats (7,9 km).

### Paysages
Le vieux bourg est sur la rive droite, plus ou moins à mi-pente du coteau nord de la Cléry, affluent du Loing et qui traverse la commune d'est en ouest. La vallée est encaissée à cet endroit : 50 m de dénivelé sur 122 m linéaires pour le coteau nord au niveau du lavoir (en aval du bourg), et une pente à peine moins raide pour le coteau sud.
Un lotissement, Les Hauts de Saint-Hilaire, étend le bourg vers le nord-ouest à côté de la route RD 32. Cette route suit d'assez près la rivière de Courtenay jusqu'à Ferrières-en-Gâtinais, et passe sur la Cléry en traversant le village dans lequel elle devient la Grande Rue.
Au 1,3 km à l'ouest du bourg, le lotissement du domaine de Montalan réunit environ 35 maisons sur la partie supérieure du versant en rive gauche du ruisseau de Pense-Folie.
Le plus grand lotissement, les Hauts-Bois dans le nord boisé de la commune, compte un peu plus de 400 maisons. Il est lui-même divisé en huit sections :  la Giraudiere, les Bouleaux, les Charmes, les Chênes, les Coudriers, les Pins, les Roches et les Petites Vallées.
Saint-Hilaire a acquis 180 hab. en 9 ans, de 1999 à 2007, soit presque un quart de sa population au début de cette période.

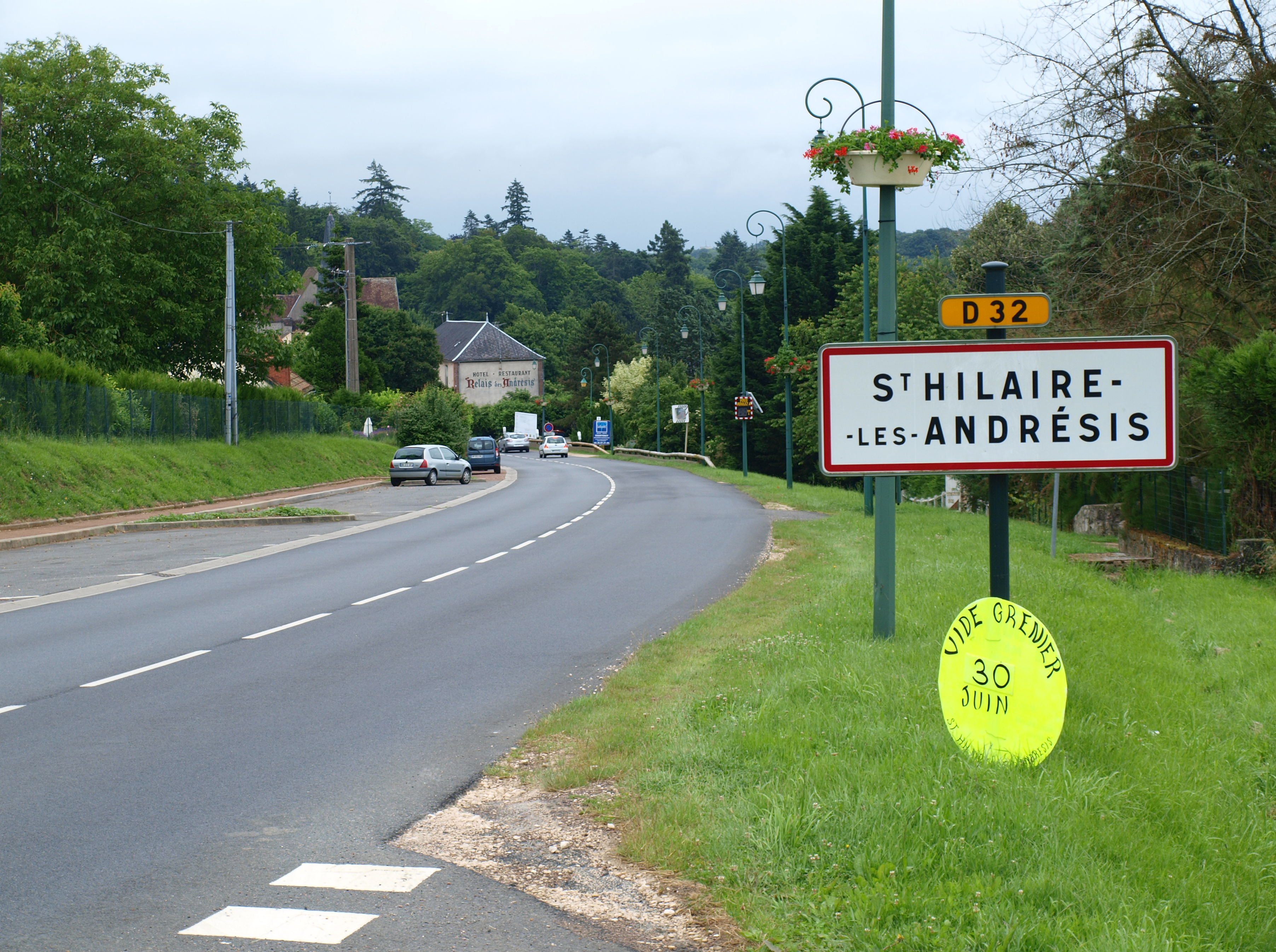
La D 32 descend le coteau vers le bourg.

### Routes et transports

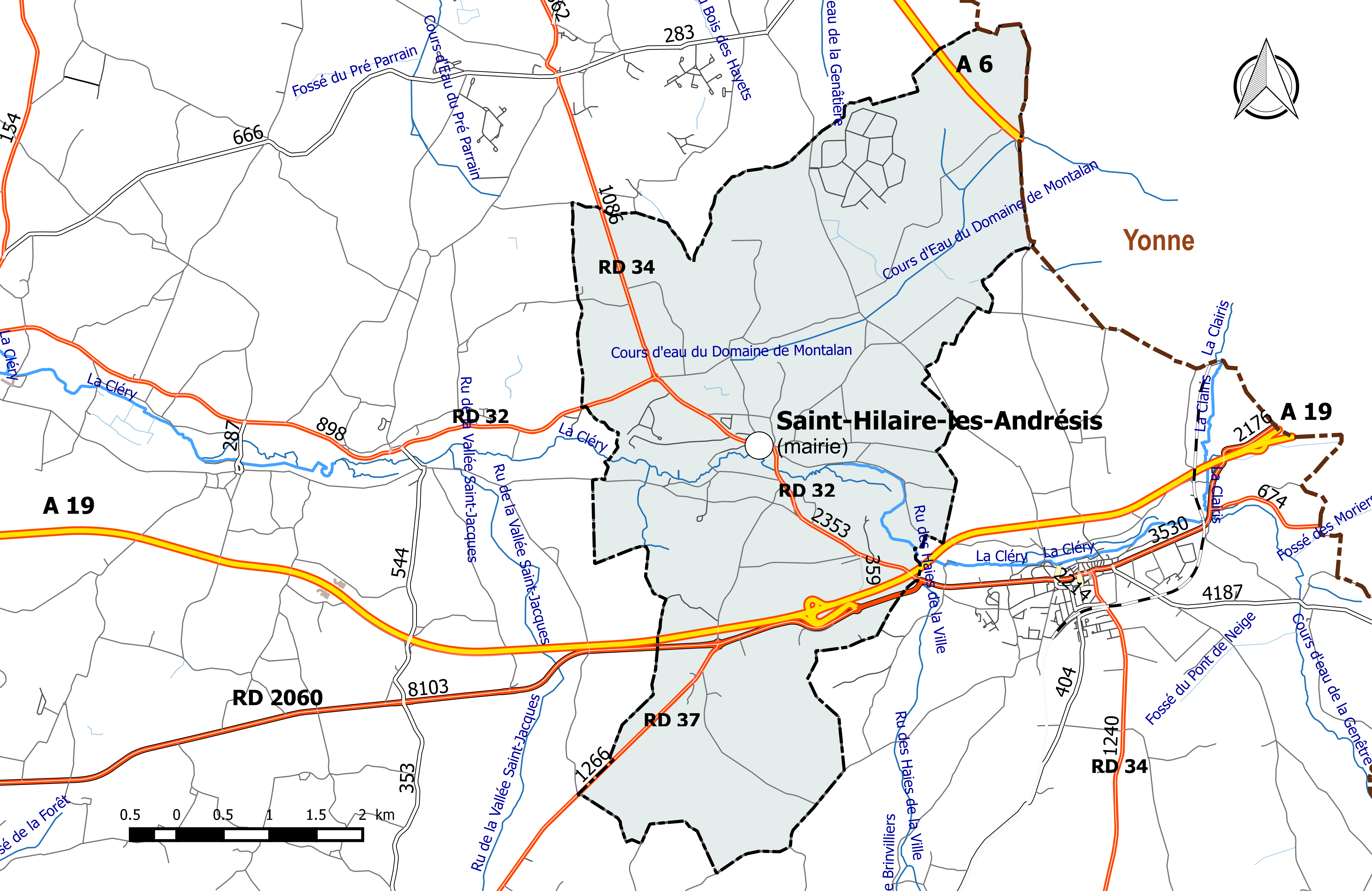
Réseau routier principal de la commune de Saint-Hilaire-les-Andrésis (avec indication du trafic routier 2014).

Le sud de la commune est traversé sur plus de 2,9 km par l'autoroute A19 (route européenne E60) qui va de la A5 (région parisienne (Francilienne) - Langres) à Sens (Yonne), à la A10 (« l’Aquitaine », Paris-Bordeaux) à Artenay en bordure ouest du Loiret. L'entrée-sortie no 4 de la A19 est sur la commune.
L'A6 (« l'autoroute du soleil », Paris-Lyon), qui rencontre la A19 à Courtenay, fait un rapide passage sur le nord de la commune (un peu plus de 1,2 km). L'échangeur entre la A6 et la A19 est à 8 km à l'est du bourg (après Courtenay).
Outre la RD32 le long de la Cléry, l'autre axe de communication locale notable de la commune est la RD34 vers Égreville (Seine-et-Marne), qui quitte la RD32 à l'ouest du bourg et dessert Ervauville, Rozoy-le-Vieil et Le Bignon-Mirabeau vers le nord-ouest. Les autres routes locales forment un réseau dense qui dessert les nombreux hameaux d'un habitat très dispersé, avec une tendance à l'organisation autour des deux rivières de la commune.

### Lieux-dits et écarts
Les lieux-dits suivis d'un astérisque sont situés à l'écart de la route indiquée.
A
- les Andrésis*,         Rte de Chuelles

B
- la Bacau*,             D32 vers Courtenay
- les Beaufils,          Rte d'Ervauville (D34)
- les Belles Herbes*,    Rte de Chuelles (D37)
- le Bois de la Cave Haute, D32 vers Courtenay
- le Bois Ramé*,         Rte secondaire de Château-Renard
- la Borde,              Rte de Pennery
- les Bougreaux*,        Rte de Chantecoq (D32)
- les Grands Bougreaux,  Rte de Chantecoq (D32)
- les Petits Bougreaux,  Rte de Chantecoq (D32)
- les Bubiers,           Rte de Chuelles (D37)

C
- la Cave Haute*,        D32 vers Courtenay
- la Chaire Salée*,      Rte d'Ervauville (D34)
- les Chiches*,          Rte Courtenay-Foucherolles par les Hauts-Bois
- les Cours,             Chmin des Naudins
- Courtefont*,           Rte de Chuelles (D37)
- les Crançons*,         Rte de Chuelles
- les Créneaux*,         Rte de Chuelles (D37)

D
- les Deniaux*,          Rte de Foucherolles par les Hauts-Bois
- les Dufours*,          Rte de Chuelles

F
- la Fauchetterie*,      Rte de Chuelles
- les Fauchets,          Rue des Jubeaux
- les Fétus*,            Rte de Chuelles À compter du 1er janvier 2017, la compétence des services de transports routiers interurbains, réguliers et à la demande est transférée des départements aux régions, et donc localement du département du Loiret à la région Centre-Val de Loire, consécutivement à la loi NOTRe du 7 août 2015[7].
- le Foulon*,            Rte de Chuelles

G
- la Garde Saule*,       Rte de Chantecoq (D32)
- la Gauguinerie,        Rte de Chantecoq (D32)
- les Gauguins,          Rte de Chuelles (D37)
- les Granges*,          Rte de Chuelles
- les Guillemards*,      Rte d'Ervauville (D34)

H*/ 
- les Haut-Bois,         Rte Courtenay-Foucherolles par les Hauts-Bois

J
- les Jubeaux,           Rue des Jubeaux

L
- les Laurents,          Rte de Chuelles (D37)
- les Légères*,          Rue des Jubeaux
- les Lucas,             D32 vers Courtenay
- les Petits Lucas*,     Rte d'Ervauville (D34)

M
- la Maison Blanche*,    Chmin de rive droite amont du bourg
- la Maison de Pierre,   Rte Courtenay-Foucherolles par les Hauts-Bois
- la Maltournée,         Rte de Chuelles (D37)
- la Mardelle Verrier*,  Rte d'Ervauville (D34)
- Montalan* (Chteau de), Rte de Chantecoq (D32)
- Montalan (Domaine de), Rte de Chantecoq (D32)
- le Moulin des Bois,    Chmin de rive droite amont du bourg
- le Moulin du Liard,    Chmin de rive droite amont du bourg

N
- les Naudins,           Chmin des Naudins
- les Normands*,         Rte de Foucherolles par les Hauts-Bois

P
- les Pays* (en partie), Rte de Chuelles
- Pennery (Chteau), Rte de Pennery (N-E du bourg)
- la Péradonnerie,       Rte Courtenay-Foucherolles par les Hauts-Bois
- les Pigeards,          Chmin des Pigeards
- les Prêles*,           Chmin des Naudins
- les Petits Prés,       Rte Courtenay-Foucherolles par les Hauts-Bois
- la Poyetterie*,        Rte de Chuelles
- Préau*,                Rue des Jubeaux
- Préfontaine*,          Rte de Pennery

R
- le Ratelet,            Chmin de rive droite amont du bourg
- les Rigonneaux*,       Rte de Foucherolles par les Hauts-Bois

S
- le Petit Saint-Phal,   Rue des Jubeaux

V
- le Villepoux*,         Chmin des Naudins[Note 1]

### Géologie et relief

#### Géologie
La commune se situe dans le sud du Bassin parisien, le plus grand des trois bassins sédimentaires français. Cette vaste dépression, occupée dans le passé par des mers peu profondes et des lacs, a été comblée, au fur et à mesure que son socle s’affaissait, par des sables et des argiles, issus de l’érosion des reliefs alentours, ainsi que des calcaires d’origine biologique, formant ainsi une succession de couches géologiques.
Les couches affleurantes sur le territoire communal sont constituées de formations superficielles du Quaternaire et de roches sédimentaires datant du Cénozoïque, l'ère géologique la plus récente sur l'échelle des temps géologiques, débutant il y a 66 millions d'années, et du Mésozoïque, anciennement appelé Ère secondaire, qui s'étend de −252,2 à −66,0 Ma. La formation la plus ancienne est de la craie blanche à silex remontant à la période Crétacé. La formation la plus récente est des alluvions récentes des lits mineurs remontant à l’époque Holocène de la période Quaternaire. Le descriptif de ces couches est détaillé dans  les feuilles « n°330 - Chéroy » et « n°366 - Courtenay » de la carte géologique au 1/50 000ème du département du Loiret, et leurs notices associées,.

Carte géologique de la commune.

|  | Fz : | alluvions récentes des lits mineurs, Holocène                     |
|  | FC : | alluvions et colluvions du fond des vallées secondaires, Holocène |

|  | qCS : | colluvions à silex de versant, Quaternaires |
|  | qOE : | Limons et Loess, Quaternaire                |

|  | e4PN : | poudingue de Nemours, Paléocène-Éocène inférieur |

|  | e1-4Rc : | complexe argilo-sableux à silex = argiles à silex, Paléocène-Éocène inférieur |

|  | c4Cr : | craie blanche à silex, Santonien |

#### Relief
La superficie cadastrale de la commune publiée par l’Insee, qui sert de références dans toutes les statistiques, est de 25,71 km2,. La superficie géographique, issue de la BD Topo, composante du Référentiel à grande échelle produit par l'IGN, est quant à elle de 25,7 km2. L'altitude du territoire varie entre 123 m et 177 m.

## Histoire
Le village doit son nom à saint Hilaire, évêque de Poitiers, dont les relations d'amitié avec saint Urcisin, évêque de Sens, à qui il rendit de nombreuses visites, expliquent la renommée locale.

### Climat
Pour des articles plus généraux, voir Climat du Centre-Val de Loire et Climat du Loiret.
En 2010, le climat de la commune est de type climat océanique dégradé des plaines du Centre et du Nord, selon une étude du CNRS s'appuyant sur une série de données couvrant la période 1971-2000. En 2020, Météo-France publie une typologie des climats de la France métropolitaine dans laquelle la commune est exposée à un climat océanique altéré et est dans la région climatique Nord-est du bassin Parisien, caractérisée par un ensoleillement médiocre, une pluviométrie moyenne régulièrement répartie au cours de l’année et un hiver froid (3 °C).
Pour la période 1971-2000, la température annuelle moyenne est de 11 °C, avec une amplitude thermique annuelle de 15,4 °C. Le cumul annuel moyen de précipitations est de 762 mm, avec 11,5 jours de précipitations en janvier et 7,6 jours en juillet. Pour la période 1991-2020, la température moyenne annuelle observée sur la station météorologique de Météo-France la plus proche, « Savigny/clairis », sur la commune de Savigny-sur-Clairis à 7 km à vol d'oiseau, est de 11,3 °C et le cumul annuel moyen de précipitations est de 732,3 mm,. Pour l'avenir, les paramètres climatiques de la commune estimés pour 2050 selon différents scénarios d'émission de gaz à effet de serre sont consultables sur un site dédié publié par Météo-France en novembre 2022.

## Urbanisme

### Typologie
Au 1er janvier 2024, Saint-Hilaire-les-Andrésis est catégorisée commune rurale à habitat dispersé, selon la nouvelle grille communale de densité à sept niveaux définie par l'Insee en 2022.
Elle est située hors unité urbaine et hors attraction des villes,.

### Occupation des sols
L'occupation des sols de la commune, telle qu'elle ressort de la base de données européenne d’occupation biophysique des sols Corine Land Cover (CLC), est marquée par l'importance des territoires agricoles (78,8 % en 2018), en diminution par rapport à 1990 (80,9 %). La répartition détaillée en 2018 est la suivante : 
terres arables (70,2 %), forêts (14 %), zones agricoles hétérogènes (6,1 %), zones urbanisées (5 %), prairies (2,6 %), zones industrielles ou commerciales et réseaux de communication (2,2 %).
L'évolution de l’occupation des sols de la commune et de ses infrastructures peut être observée sur les différentes représentations cartographiques du territoire : la carte de Cassini (XVIIIe siècle), la carte d'état-major (1820-1866) et les cartes ou photos aériennes de l'IGN pour la période actuelle (1950 à aujourd'hui).

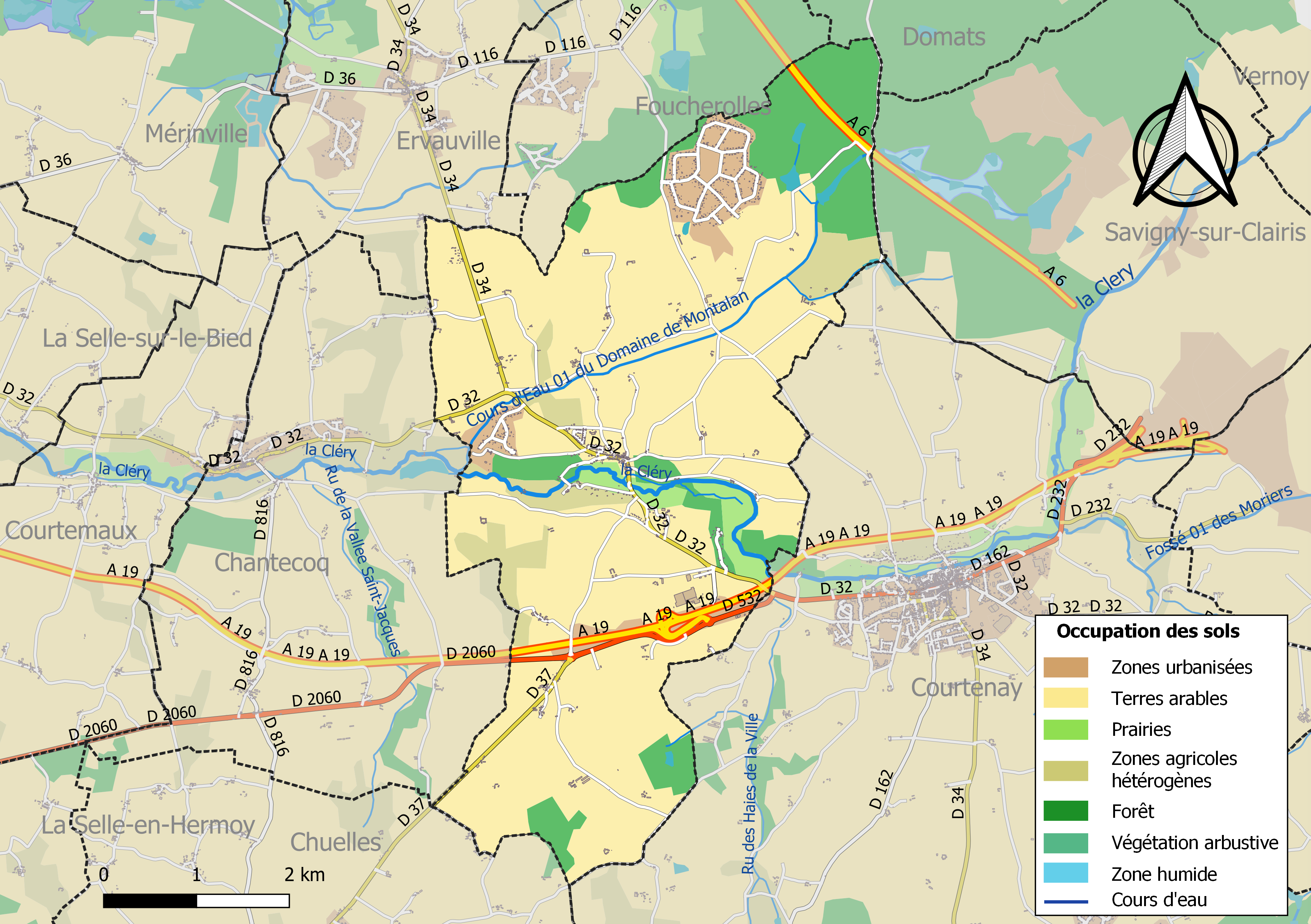
Carte des infrastructures et de l'occupation des sols de la commune en 2018 (CLC).
Carte orthophotographique de la commune en 2016.

### Planification
Saint-Hilaire-les-Andrésis fait partie de la communauté de communes du Betz et de la Cléry créée le 22 décembre 2011 et entrée en vigueur le 1er janvier 2012. Parmi les diverses compétences attribuées à cette intercommunalité figure l'élaboration et le suivi du Plan local d'urbanisme intercommunal (PLUi) portant sur l'ensemble du territoire de la communauté de communes. Le document est approuvé par le conseil communautaire le 21 mai 2013. Pour répondre à l'obligation de mettre en conformité le PLUi avec la loi du 12 juillet 2010 dite « Grenelle II » et la loi pour l'accès au logement et un urbanisme rénové du 24 mars 2014, dite loi « Alur » mais aussi avec le schéma de cohérence territoriale du Montargois en Gâtinais et pour tenir compte de l'évolution du périmètre (Intégration de la commune de Saint-Loup-d'Ordon au 1er janvier 2015), l'assemblée prescrit la révision du PLUi par délibération du 10 février 2016.

### Risques majeurs
La commune de Saint-Hilaire-les-Andrésis est vulnérable à différents aléas naturels : climatiques (hiver exceptionnel ou canicule), mouvements de terrain ou sismique (sismicité très faible). Elle est également exposée à un risque technologique : le risque de transport de matières dangereuses.
Entre 1989 et 2019, cinq arrêtés ministériels ayant porté reconnaissance de catastrophe naturelle ont été pris pour le territoire de la commune : trois  pour des inondations et coulées de boue et deux pour des mouvements de terrain.

#### Risques naturels
Le territoire de la commune peut être concerné par un risque d'effondrement de cavités souterraines non connues. Une cartographie départementale de l'inventaire des cavités souterraines et des désordres de surface a été réalisée. Il a été recensé sur la commune plusieurs effondrements de cavités.
Par ailleurs le sol du territoire communal peut faire l'objet de mouvements de terrain liés à la sècheresse. Le phénomène de retrait-gonflement des argiles est la conséquence d'un changement d'humidité des sols argileux. Les argiles sont capables de fixer l'eau disponible mais aussi de la perdre en se rétractant en cas de sècheresse. Ce phénomène peut provoquer des dégâts très importants sur les constructions (fissures, déformations des ouvertures) pouvant rendre inhabitables certains locaux. Celui-ci a particulièrement affecté le Loiret après la canicule de l'été 2003. Une grande partie du territoire de la commune est exposée à un aléa « moyen » face à ce risque, selon l'échelle définie par le Bureau de recherches géologiques et minières (BRGM).
Depuis le 22 octobre 2010, la France dispose d’un nouveau zonage sismique divisant le territoire national en cinq zones de sismicité croissante. La commune, à l’instar de l’ensemble du département, est concernée par un risque très faible.

#### Risques technologiques
La commune est exposée au risque de transport de matières dangereuses, en raison du passage sur son territoire d'une canalisation de gaz et d'itinéraires routiers structurants supportant un fort trafic (l'autoroute A19, l'autoroute A6 et la route départementale D2060),.

## Économie
- Base Intermarché (190 salariés[38])
- Exploitations agricoles

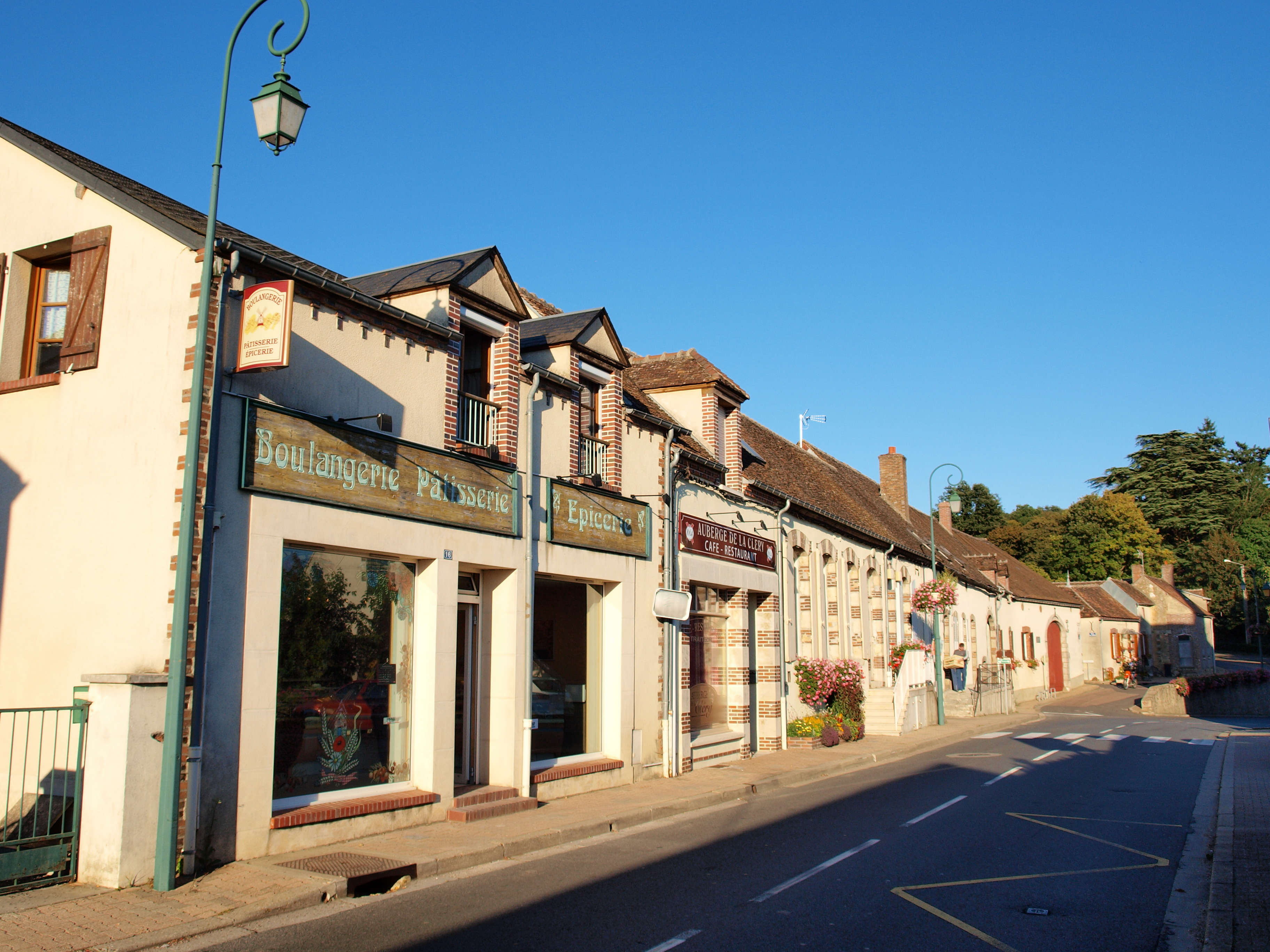
Deux commerces de la Grande Rue

- Tourisme : gîtes ruraux, camping, terrain de sports (tennis, etc.), stages de mosaïque
- Restaurant, boulangerie
- Électricité générale, maçonnerie, peinture, plomberie, rénovation de matériel en fonte
- Mécanique de précision (Boyer, 35 salariés[38])
- Pension pour chiens et chats, dressage de chiens
- Domaine des Crançons (Salle de réception)
- Spa et institut de beauté
- Laboratoires de recherche et de fabrication de cosmétiques
- Création de sites Internet
- Centre de Recherche (R&D) Techlody S.A.S. (Intelligence artificielle musicale)

## Tourisme
Hébergement touristique
Il y a un camping sur la commune : À l'Orée du Bois au domaine de Montalan, avec 80 places et 5 mobile-homes, est au bord du ruisseau de Pense-Folie.
On y trouve aussi trois gîtes ruraux, et la Fauchetterie propose un petit nombre de tipis.
Il est possible enfin de pouvoir passer la nuit au Domaine des Crançons où chambres et dortoirs sont à disposition.
Activités touristiques
Le sentier de grande randonnée GR 132 traverse le territoire de la commune. Il suit le cours de la Cléry, en rive gauche à l'ouest de la commune et en rive droite dans l'est - le sentier traverse la Cléry à Saint-Hilaire.
La petite randonnée des moulins de la Cléry, de 7 km avec deux aires de repos (Ratelet, moulin des Bois), commence au centre du bourg et fait découvrir une belle portion de la vallée de la Cléry, ses quatre moulins anciens et le château du Ratelet.
Pêche
La pêche se pratique dans la Cléry, rivière de première catégorie.

## Politique et administration

### Découpage territorial

#### Bloc communal: Commune et intercommunalités
La paroisse et bourg de Saint-Hilaire-les-Andrésis acquiert le statut de municipalité avec le  décret du 12 novembre 1789 de l'Assemblée Nationale puis celui de « commune », au sens de l'administration territoriale actuelle, par le décret de la Convention nationale du 10 brumaire an II (31 octobre 1793). Il faut toutefois attendre la loi du 5 avril 1884 sur l'organisation municipale pour qu'un régime juridique uniforme soit défini pour toutes les communes de France, point de départ de l’affirmation progressive des communes face au pouvoir central.
Aucun événement de restructuration majeure du territoire, de type suppression, cession ou réception de territoire, n'a affecté la commune depuis sa création.
La commune de Saint-Hilaire-les-Andrésis n'appartient à aucune intercommunalité à fiscalité propre jusqu'en 2011 et fait partie, à cette date, des 68 communes du Loiret dites « isolées ». Elle adhère à la communauté de communes du Betz et de la Cléry lors de la création de cette intercommunalité par arrêté du 22 décembre 2011 avec effet au 1er janvier 2012,. La commune appartient à d'autres établissements publics de coopération intercommunale, de type syndicats ou autres regroupements intercommunaux. Le découpage territorial de ces structures est en constante évolution dans une perspective de rationalisation et d'efficience des services.
Le  1er janvier 2017, la communauté de communes du Betz et de la Cléry (CCBC) et la communauté de communes de Château-Renard (CCCR) fusionnent pour donner naissance à la communauté de communes de la Cléry, du Betz et de l'Ouanne (3CBO). À l’occasion de cette fusion, le Syndicat d’Aménagement Rural (SAR) de Château-Renard et Courtenay, totalement inclus dans le périmètre de la 3CBO, fait partie intégrante de la nouvelle entité créée.

#### Personnalités élues par circonscription électorale de rattachement
Au-delà du maire, premier magistrat administrant la commune, les personnalités élues dont le mandat est relatif à une collectivité à laquelle est rattachée la commune de Saint-Hilaire-les-Andrésis et représentant donc le territoire communal au sein de chacune de ces collectivités  sont les suivantes :
| Élections       | Élections                     | Circonscription électorale                                 | Élu de la circonscription       | Élu de la circonscription | Élu de la circonscription | Élu de la circonscription |
| Niveau          | Type                          | Circonscription électorale                                 | Titre                           | Nom                       | Début de mandat           | Fin de mandat             |
| --------------- | ----------------------------- | ---------------------------------------------------------- | ------------------------------- | ------------------------- | ------------------------- | ------------------------- |
| Groupe communal | Municipales et communautaires | Commune de Saint-Hilaire-les-Andrésis                      | Maire                           | Lionel De Rafélis         | 2014                      | 2020                      |
| Groupe communal | Municipales et communautaires | Communauté de communes de la Cléry, du Betz et de l'Ouanne | Président de l'intercommunalité | Lionel De Rafelis         | 2014                      | 2020                      |
| Département     | Départementales               | Canton de Courtenay                                        | Conseillère départementale      | Corinne Melzassard        | 29 mars 2015              | 2021                      |
| Département     | Départementales               | Canton de Courtenay                                        | Conseiller départemental        | Frédéric Néraud           | 29 mars 2015              | 2021                      |
| Région          | Régionales                    | Région Centre-Val de Loire                                 | Président du conseil régional   | François Bonneau          | 18 décembre 2015          | 2021                      |
| Pays            | Législatives                  | 4e circonscription                                         | Député                          | Jean-Pierre Door          | 18 juin 2017              | juin 2022                 |

#### Circonscriptions de rattachement
Sous l'Ancien Régime, à la veille des États généraux de 1789, la paroisse de Saint-Hilaire-les-Andrésis était rattachée sur le plan ecclésiastique de l'ancien diocèse de Sens et sur le plan judiciaire au bailliage de Montargis.
La loi du 22 décembre 1789 divise le pays en 83 départements découpés chacun en six à neuf districts eux-mêmes découpés en cantons regroupant des communes. Les districts, tout comme les départements, sont le siège d’une administration d’État et constituent à ce titre des circonscriptions administratives. La commune de Saint-Hilaire-les-Andrésis est alors incluse dans le canton de Courtenay, le district de Montargis et le département du Loiret.
La recherche d’un équilibre entre la volonté d’organiser une administration dont les cadres permettent l’exécution et le contrôle des lois d’une part, et la volonté d’accorder une certaine autonomie aux collectivités de base (paroisses, bourgs, villes) d’autre part, s’étale de 1789 à 1838. Les découpages territoriaux évoluent ensuite au gré des réformes visant à décentraliser ou recentraliser l'action de l'État. La régionalisation fonctionnelle des services de l'État (1945-1971) aboutit à la création de régions. L'acte I de la décentralisation de 1982-1983 constitue une étape importante en donnant l'autonomie aux collectivités territoriales, régions, départements et communes. L'acte II intervient en 2003-2006, puis l'acte III en 2012-2015. Parallèlement l'État se réforme périodiquement. La réforme de l’administration territoriale de l’État (RéATE), entrée en vigueur au 1er janvier 2010 et issue de la révision générale des politiques publiques (RGPP) est une des grandes réformes visant à simplifier l'organisation de l’État.
Le tableau suivant présente les rattachements, au niveau infra-départemental, de la commune de Saint-Hilaire-les-Andrésis aux différentes circonscriptions administratives et électorales ainsi que l'historique de l'évolution de leurs territoires.
| Circonscription             | Nom                | Dernière période | Type de circonscription      | Évolution du découpage territorial |
| --------------------------- | ------------------ | ---------------- | ---------------------------- | --- |
| District                    | Montargis          | 1790-1795        | Administrative               | La commune est rattachée au district de Montargis de 1790 à 1795,. La Constitution du 5 fructidor an III, appliquée à partir de vendémiaire an IV (1795) supprime les districts, rouages administratifs liés à la Terreur, mais maintient les cantons qui acquièrent dès lors plus d'importance. |
| Canton                      | Courtenay          | 1790-1801        | Administrative et électorale | En 1790, lors de la création des cantons, districts et départements, la commune de Saint-Hilaire-les-Andrésis est rattachée au canton de Courtenay. Les cantons sont supprimés, en tant que découpage administratif, par une loi du 26 juin 1793, et ne conservent qu'un rôle électoral. Ils permettent l’élection des électeurs du second degré chargés de désigner les députés. Ils acquièrent une fonction administrative avec la disparition des districts en 1795. |
| Canton                      | Courtenay          | 1801-2015        | Administrative et électorale | Sous le Consulat, un redécoupage territorial visant à réduire le nombre de justices de paix ramène le nombre de cantons dans le Loiret de 59 à 31. Saint-Hilaire-les-Andrésis est alors rattachée au canton de Courtenay par arrêté du 9 vendémiaire an X (30 septembre 1801),. |
| Canton                      | Courtenay          | 2015-            | Électorale                   | La loi du 17 mai 2013 et ses décrets d'application publiés en février et mars 2014 introduisent un nouveau découpage territorial pour les élections départementales. La commune est alors rattachée au canton de Courtenay. Depuis cette réforme, plus aucun service de l'État n'exerce sa compétence sur un territoire s'appuyant sur le nouveau découpage cantonal. Le canton a disparu en tant que circonscription administrative de l'État ; il est désormais uniquement une circonscription électorale dédiée à l'élection d'un binôme de conseillers départementaux siégeant au conseil départemental. |
| Arrondissement              | Montargis          | 1801-            | Administrative               | Saint-Hilaire-les-Andrésis est rattachée à l'arrondissement de Montargis depuis sa création en 1801,. |
| Circonscription législative | 4e circonscription | 2010-            | Électorale                   | Lors du découpage législatif de 1986, le nombre de circonscriptions législatives passe dans le Loiret de 4 à 5. Un nouveau redécoupage intervient en 2010 avec la loi du 23 février 2010. En attribuant un siège de député « par tranche » de 125 000 habitants, le nombre de circonscriptions par département varie désormais de 1 à 21,. Dans le Loiret, le nombre de circonscriptions passe de cinq à six. La réforme n'affecte pas Saint-Hilaire-les-Andrésis qui reste rattachée à la quatrième circonscription.                                                                                        |

#### Collectivités de rattachement
La commune de Saint-Hilaire-les-Andrésis est rattachée au département du Loiret et à la région Centre-Val de Loire, à la fois circonscriptions administratives de l'État et collectivités territoriales.

### Politique et administration municipales

#### Conseil municipal et maire
Depuis les élections municipales de 2014, le conseil municipal  de Saint-Hilaire-les-Andrésis, commune de moins de 1 000 habitants, est élu au scrutin majoritaire plurinominal à deux tours, les électeurs pouvant modifier les listes, panacher, ajouter ou supprimer des candidats sans que le vote soit nul, pour un mandat de six ans renouvelable. Il est composé de 15 membres. L'exécutif communal, est constitué par le maire, élu par le conseil municipal, parmi ses membres, pour un mandat de six ans, c'est-à-dire pour la durée du mandat du conseil.
| Période   | Période  | Identité                                | Étiquette   | Qualité                           |
| --------- | -------- | --------------------------------------- | ----------- | --------------------------------- |
| ?         | ?        | Louis Adrien Adolphe Verdier de Pennery | Républicain | Propriétaire                      |
| ?         | ?        | Charles Louis René Lacour du Ratelet    |             | Propriétaire                      |
| mars 2014 | mai 2020 | Lionel de Rafelis                       |             | Retraité salarié du secteur privé |
| mai 2020  | En cours | Christophe Gaudy,                       |             | Ancien employé                    |

## Équipements et services

### Environnement

#### Gestion des déchets
En 2016, la commune est membre du syndicat d'aménagement rural (SAR) des cantons de Courtenay et Château-Renard. Celui-ci assure la collecte et le traitement des ordures ménagères résiduelles en porte à porte, des emballages ménagers recyclables, des journaux-magazines et du verre en points d’apport volontaire. Un réseau de trois déchèteries accueille les encombrants et autres déchets spécifiques (déchets verts, déchets dangereux, gravats, ferrailles, cartons, cartouches/capsules, déchets dangereux). La déchèterie la plus proche est située sur la commune de Courtenay. Le SAR n’assure pas le traitement, ni la valorisation des déchets collectés qui sont effectués par le SMIRTOM et différents prestataires. Le SMIRTOM de Montargis procède à l'élimination et la valorisation énergétique des déchets ménagers dans l'unité d'Amilly, construite en 1969. Une convention de délégation du service public de traitement a été conclue en 2013 avec la société Novergie Centre, filiale énergie du Groupe Suez pour la valorisation énergétique des déchets.
Depuis le 1er janvier 2017, la « gestion des déchets ménagers » ne fait plus partie des compétences de la commune mais est une compétence obligatoire de la communauté de communes de la Cléry, du Betz et de l'Ouanne (3CBO) en application de la loi NOTRe du 7 août 2015. À l'occasion de la création de la 3CBO, le Syndicat d’Aménagement Rural (SAR) de Château-Renard et Courtenay, totalement inclus dans le périmètre de cette nouvelle structure, est dissout par arrêté préfectoral du 28 décembre 2016 et les personnels, biens et équipements font désormais partie intégrante de la nouvelle communauté de communes.

#### Production et distribution d'eau
Le service public d’eau potable est une compétence obligatoire des communes depuis l’adoption de la loi du 30 décembre 2006 sur l’eau et les milieux aquatiques. Au 31 décembre 2016, la production et la distribution de l'eau potable sur le territoire communal sont assurées par le syndicat des eaux de la Cléry et du Betz, un syndicat créé en 2013 desservant quinze communes : Bazoches-sur-le-Betz, Le Bignon-Mirabeau, Chantecoq, La Chapelle-Saint-Sépulcre, Chevannes, Chevry-sous-le-Bignon, Chuelles, Courtemaux, Ervauville, Foucherolles, Griselles, Louzouer, Mérinville, Pers-en-Gâtinais, Rosoy-le-Vieil, Saint-Hilaire-les-Andrésis, Saint-Loup-de-Gonois, La Selle-en-Hermoy, La Selle-sur-le-Bied, Thorailles,,.
La loi NOTRe du 7 août 2015 prévoit que le transfert des compétences « eau et assainissement » vers les communautés de communes sera obligatoire à compter du 1er janvier 2020. Le transfert d’une compétence entraîne  de  facto la mise à disposition gratuite de plein droit des biens, équipements et services publics utilisés, à la date du transfert, pour l'exercice de ces compétences et la substitution de la communauté dans les droits et obligations des communes,.
Le « prix de l’eau » doit permettre de financer l’ensemble des investissements (mise en place de nouveaux ouvrages, mise aux normes du patrimoine existant, renouvellement du patrimoine, etc.) mais aussi les frais de fonctionnement du service (frais de personnel du service, électricité, produits de traitement, renouvellement du matériel, analyses, élimination des déchets, etc.). L'observatoire national des services d'eau et d'assainissement publie la description actualisée des services publics d'eau potable et d'assainissement, qu’il s’agisse de leur organisation, de leur tarif ou de leur performance. Le prix au m3 est calculé pour une consommation annuelle de 120 m3 (référence INSEE).
| Domaine     | Commune                    | 2010 | 2011 | 2012 | 2013 | 2014 | 2015 |
| ----------- | -------------------------- | ---- | ---- | ---- | ---- | ---- | ---- |
| Eau potable | Saint-Hilaire-les-Andrésis | 1,74 | 1,82 | 1,87 | 1,89 | 1,89 | 1,90 |
| Eau potable | Loiret                     | 1,76 | 1,7  | 1,66 | 1,69 |      |      |
| Eau potable | France                     | 1,93 | 1,96 | 2,00 | 2,03 |      |      |

#### Assainissement
La compétence assainissement, qui recouvre obligatoirement la collecte, le transport et l’épuration des eaux usées, l’élimination des boues produites, ainsi que le contrôle des raccordements aux réseaux publics de collecte, est assurée  par la commune elle-même.
La commune est raccordée à une station d'épuration située sur le territoire communal, mise en service le 22 février 2012 et dont la capacité nominale de traitement est de  600 EH, soit 90 m3/jour. Cet équipement utilise un procédé d'épuration biologique dit « à boues activées »,.
L’assainissement non collectif (ANC) désigne les installations individuelles de traitement des eaux domestiques qui ne sont pas desservies par un réseau public de collecte des eaux usées et qui doivent en conséquence traiter elles-mêmes leurs eaux usées avant de les rejeter dans le milieu naturel. Le Syndicat mixte d'Aménagement Rural des cantons de Courtenay et de Château-Renard a créé un service public d'assainissement non collectif (SPANC) qui a pour missions la vérification de la conception et de l’exécution des ouvrages pour les installations neuves ou réhabilitées et la vérification périodique du bon fonctionnement et de l’entretien des installations existantes,. Depuis le 1er janvier 2017, le SPANC est assuré par la 3CBO, dont la création a été accompagnée de la dissolution du Syndicat d’Aménagement Rural (SAR) de Château-Renard et Courtenay.

## Population et société

### Démographie
L'évolution du nombre d'habitants est connue à travers les recensements de la population effectués dans la commune depuis 1793. Pour les communes de moins de 10 000 habitants, une enquête de recensement portant sur toute la population est réalisée tous les cinq ans, les populations de référence des années intermédiaires étant quant à elles estimées par interpolation ou extrapolation. Pour la commune, le premier recensement exhaustif entrant dans le cadre du nouveau dispositif a été réalisé en 2004.
En 2022, la commune comptait 953 habitants, en évolution de +6,12 % par rapport à 2016 (Loiret : +1,89 %, France hors Mayotte : +2,11 %).
| 1793 | 1800 | 1806 | 1821 | 1831 | 1836 | 1841 | 1846 | 1851 |
| ---- | ---- | ---- | ---- | ---- | ---- | ---- | ---- | ---- |
| 750  | 790  | 727  | 795  | 777  | 808  | 812  | 850  | 877  |

| 1856 | 1861 | 1866 | 1872 | 1876 | 1881 | 1886 | 1891 | 1896 |
| ---- | ---- | ---- | ---- | ---- | ---- | ---- | ---- | ---- |
| 853  | 817  | 847  | 832  | 833  | 813  | 735  | 752  | 733  |

| 1901 | 1906 | 1911 | 1921 | 1926 | 1931 | 1936 | 1946 | 1954 |
| ---- | ---- | ---- | ---- | ---- | ---- | ---- | ---- | ---- |
| 725  | 678  | 667  | 585  | 622  | 591  | 570  | 543  | 532  |

| 1962 | 1968 | 1975 | 1982 | 1990 | 1999 | 2004 | 2006 | 2009 |
| ---- | ---- | ---- | ---- | ---- | ---- | ---- | ---- | ---- |
| 525  | 475  | 400  | 447  | 558  | 750  | 861  | 872  | 979  |

| 2014 | 2019 | 2022 | - | - | - | - | - | - |
| ---- | ---- | ---- | - | - | - | - | - | - |
| 916  | 953  | 953  | - | - | - | - | - | - |

## Culture locale et patrimoine

### Lieux et monuments

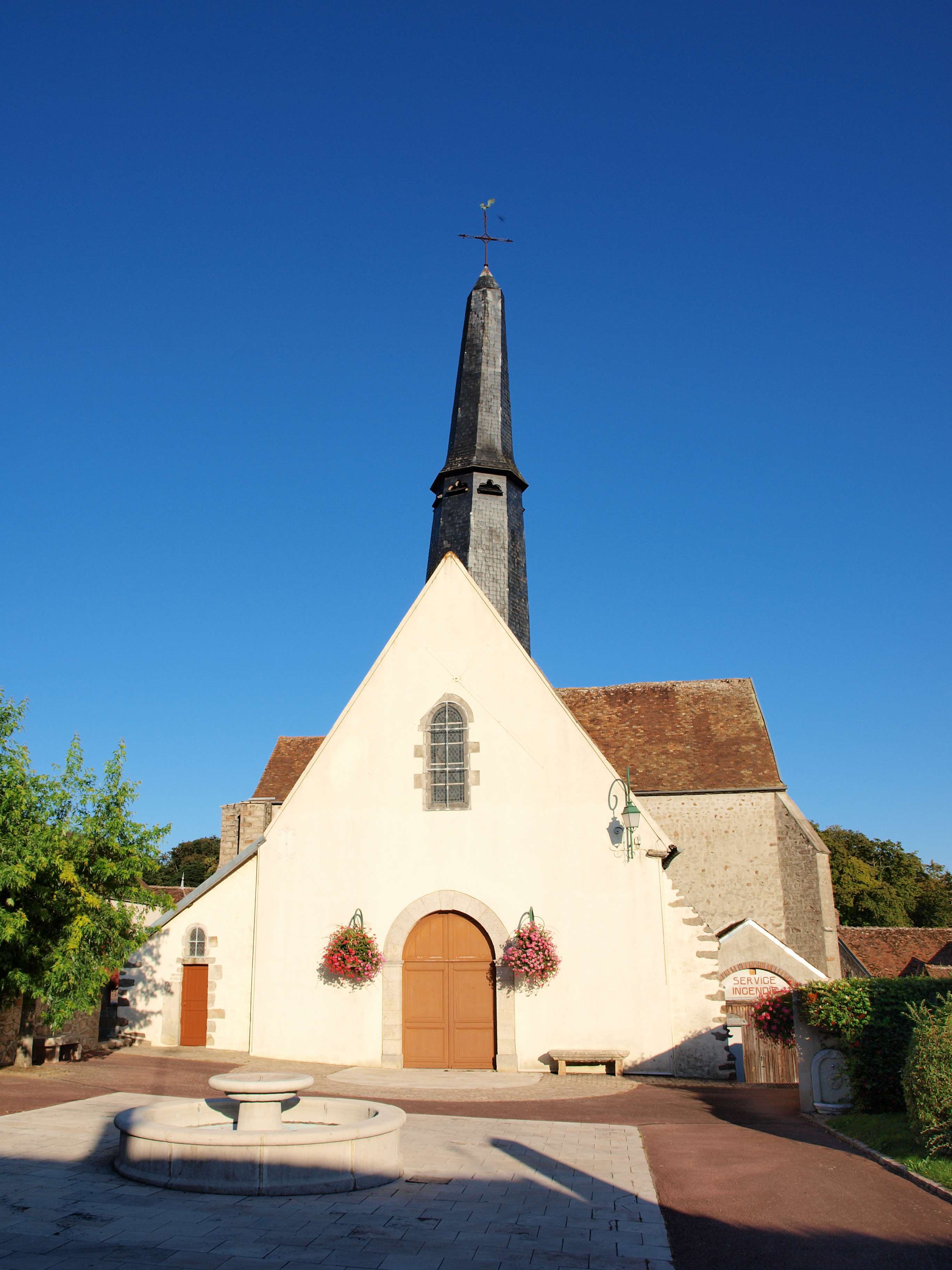
L'église.

- L'église originelle de Saint-Hilaire était liée à l'existence du prieuré d'Andrésy, construit au IXe siècle à l'emplacement de l'actuel Ratelet et qui dépendait de l'abbaye de Saint-Pierre-le-Vif à Sens. Elle existait déjà en 1029, année d'un document par lequel Robert le Pieux et l’archevêque de Sens Léotheric ou Liéry reconnaissent son existence avec celle du monastère d'Andrésy. Ce prieuré a compté jusqu'à une douzaine de moines.

L'église a été incendiée vers 1214 (les seigneurs de Courtenay ont aidé à sa reconstruction), et cinq autres fois entre 1358 et 1428 pendant la guerre de Cent Ans, par les Anglais et les Bourguignons alternativement. Elle a été reconstruite fin XVe siècle et durant le XVIe siècle, telle qu'elle se présente de nos jours, sous l'impulsion du prieur Louis de la Hure, proche de l’archevêque de Sens et mécène Tristan de Salazar. L'autel, le retable, le tabernacle et les lambris de revêtement sont protégés au titre de monuments historiques.
- Le château du Ratelet, de la première moitié du XVIe siècle, a été construit comme résidence d’été par le bailli et gouverneur de Courtenay Claude Cordelle, sur l'emplacement de l'ancien prieuré d'Andrésy détruit lors de la guerre de Cent Ans. Le vivier des moines, agrandi, est devenu la pièce d'eau du château. Robert le Pieux a fait effectuer au début du XIe siècle des travaux de rénovation dans la cave à double voûte du château ; il en reste des piliers médians. Des sarcophages de personnalités carolingiennes ont été découverts, révélant l'emplacement de l'ancien cimetière rattaché au prieuré[111]. Il est listé à l'inventaire général du patrimoine culturel[113].
- Le château des Andrésis, bâti à l'emplacement du château / place-forte des Prez datant de l'époque de Pierre Ier de Courtenay et détruite par Robert Knolles[111].
- Le château de Montalan, un édifice Renaissance achevé par Philippe de Vieilchastel en 1550, se trouve au sommet du versant nord de la Cléry, à 1,5 km à l'est du bourg. Il domine également par un dénivelé de 40 m à l'ouest la vallée du ruisseau de Pense-Folie, affluent de la Cléry qui conflue à 400 m au sud-ouest du château. Montalan a remplacé une place-forte plus ancienne appelée Mal talent, reflétant les mauvaises actions des seigneurs des années 1200[111],[Note 6].
- Le château de Pennery[111].
- Les moulins de la Cléry[111].
- Le polissoir du Bois des Roches est un polissoir fixe situé au lieu-dit le Bois des Roches et découvert en octobre 2004 par un agriculteur. Il se compose d’une rainure, d’une cuvette-rainure et d’une cuvette qui présente de nombreuses terrasses (petits creux non atteints par le polissage). Le réservoir, dont l’ouverture est de forme ovale, mesure 35 cm de long, 20 cm de large et 70 cm de profondeur ; il peut recevoir environ 50 litres d’eau. Une intéressante cupule de 6 cm de diamètre et de 2,5 cm de profondeur se trouve au bout de la rainure : naturelle ou aménagée par le polisseur, elle devait servir à stocker le silex broyé (abrasif). Il est situé dans un bois d’une superficie de 39 ares 60 centiares (93 perches en mesure ancienne). D’énormes blocs de grès affleurent dans ce bois de chênes, de charmes et de frênes. Cette exploitation de grès et de sable nous renvoie naturellement vers le lieu-dit la Chaire Salée (situé à 3,5 km sur la commune de Saint-Hilaire-les-Andrésis), où se trouvait le polissoir de la Roche aux Anglais[114] qui fut détruit au XIXe siècle lors de l’exploitation d’une sablière. Dans le Bois des Roches, il a pu exister un  polissoir plus important détruit lors de l’exploitation. On remarque sur plusieurs roches du bois, quatre boîtes ou urnes de débitage, ainsi que deux demi-boîtes sur la pierre support du polissoir.

Caractéristiques géologiques : nature: grès ; ère: tertiaire; période: éocène ; étage: yprésien
Dimensions : la pierre support fait partie d’un immense bloc gréseux (affleurement au-dessus d’un sol sableux) dont il est difficile de connaître les dimensions exactes : longueur : 2 m, largeur : 1,60 m et hauteur : 0,30 m ; le polissoir : rainure : longueur : 48 cm, largeur : 2,5 cm, profondeur : 1,5 cm ; cuvette-rainure : Long : 30 cm. Larg: 9 cm. Prof : 1 cm ; Cuvette : longueur : 25 cm, largeur : 10 cm, profondeur : 1 cm.
- Les sites archéologiques des Joigneaux[115] et des Dufours[116], de part et d'autre de l'autoroute A19 au niveau de la sortie n° 4[117].

### Patrimoine naturel

#### ZNIEFF
Saint-Hilaire est à la limite sud de la zone naturelle d'intérêt écologique, faunistique et floristique (ZNIEFF) continentale de type 2 des « Étangs, prairies et forêts du Gâtinais nord-oriental », soit 5 060,23 hectares sur dix-sept communes. La ZNIEFF vise en priorité les habitats d'eaux douces stagnantes. On y trouve prairies humides, mégaphorbiaies, tourbières et marais, entrecoupés de bocages et de boisements. Les activités humaines présentes dans cette superficie sont majoritairement l'agriculture et la sylviculture, avec de l'élevage. La pêche et la chasse y sont pratiquées, et d'autres activités de tourisme et loisirs. L'habitat, composé surtout de fermes isolées, est très dispersé.
Sur Saint-Hilaire la ZNIEFF couvre environ 405 hectares dans la pointe nord-est de la commune, correspondant à peu près au massif boisé qui en occupe cette partie. Elle inclut entièrement l'un des deux étangs près de Préfontaine ainsi que la moitié du deuxième étang le plus au sud ; les étangs des Motteux, des Plains et du Baillé ; et tout le lotissement des Hauts-Bois avec, l'encadrant, les bois des Petits Prés au sud-ouest et le bois des Petites Vallées au nord-est.

#### Parcours arboré éducatif
À l'Orée du Bois, le terrain de camping de Montalan, propose un parcours de 30 panneaux éducatifs sur les essences d'arbres locales. Ce parcours est sur le versant Est de la fin de la vallée du ruisseau Pense-Folie, 1 km avant sa confluence.

### Personnalités liées à la commune
- Dominique Frémy (1931-2008), créateur de l'encyclopédie Quid, y avait une résidence[120].

### Héraldique
| Blason de Saint-Hilaire-les-Andrésis | Blason  | D'azur au lion d'or, à la bordure du même chargée de neuf tourteaux de gueules. |
| Blason de Saint-Hilaire-les-Andrésis | Détails | Adopté le 27 mars 1999.                                                         |